# 石川智久
石川 智久（いしかわ ともひさ、2月28日 - ）は、日本の音楽家、ソングライター、編曲家、キーボーディスト。血液型はO型。愛称は陛下。

## 概要
大阪府大阪市に生まれる。大阪音楽大学作曲学科作曲専攻卒業、卒業作品が首席作品として選出されている。在学中より現代舞踏、映像との共同製作をはじめ、ミュージカル、スタジオ・ミュージシャンなどの活動をしていた。2002年にはユーゴスラヴィア、オーストリア、2003年にはイタリアでオーケストラ作品が、2005年にはイタリアで作品が演奏されている。
現在TECHNOBOYS PULCRAFT GREEN-FUNDに参画。『music laundering』がreceptor Tuneレーベルからリリースされている。2007年公開映画『EX MACHINA -エクスマキナ-』の音楽監修細野晴臣に抜擢され、サウンドトラックにHASYMO、CORNELIUS、TOWA TEI、等と共に参加。2014年にはTVアニメ『ウィッチクラフトワークス』、『トリニティセブン』の劇伴を担当。TVアニメ『イノセント・ヴィーナス』、『KITE LIBERATOR』、『黒神 The Animation』、『咎狗の血』、音楽担当。
ポップスの分野ではSkoop On Somebody との共同作曲、TBCのTVCFの作曲、NHK『みんなのうた』の編曲（KOKIA）がある。
ノイズ音楽では『百式』というユニット名で活動、アルバム『三十三』がカリフォルニアのカレッジチャートのノイズ部門で9位にランクイン。元ダムタイプの山中透、ドラァグクイーンのシモーヌ深雪らとBellissimaを結成。2012年には山中透のソロ作品『SEXTANT』に参加。
2010年、映画『スクリプト(script)』の音楽を担当。2013年には、映画『SHORT PEACE』の一遍『武器よさらば』の音楽を担当。

## 作品
- 2013年
  - 武器よさらば (SHORT PEACE)
- 2014年
  - アルモニ
  - ウィッチクラフトワークス
  - トリニティセブン
- 2021年
  - スーパーカブ

## 歌唱曲提供作品
特記のない場合、編曲も含む
2000
- PCゲーム『好きだよっ!』
  - 『ココロノカタチ』 (後藤美由紀)OP主題歌
  - 『Everytime,Everywhere』 (北田真由味)ED主題歌

2002
- 青葉楓　PCゲーム『Lost Passage』
- 『ポートレート』 OP主題歌
- 『I feel your heart』ED主題歌

2004
- 『alones』(Skoop On Somebody) シングル『最後の夜明け』収録(*共作／TAKE)
- 『白い蝶』(み斗ひ) シングル『TBC』CMソング

2008
- 『あらたな光』(Ceui)PCゲーム『エターナルファンタジー』イメージソング(*編曲／小高光太郎)

2009
- のみこアルバム『のみこのNomical Hystery Hour!』収録
  - 『萌ゑ椿』(*共作／松井洋平、フジムラトヲル)
  - 『RIPPLE+リプル!』(*共作／フジムラトヲル、川野勝広)
  - 『空氣の樂園』　
  - 『ぷるぷる』(*共作／松井洋平)

2010
- 『eternity ~Watching The Wheels~ 』 (美郷あき) ゲーム『ラグナロクオンライン RJC2010』イメージソング

2011
- TVアニメ『刀語』キャラクターソング
  - 『山鳥のうた』 (戸松遥)
  - 『夜明けの晩に』(田村ゆかり)

2012
- 『SAIL AWAY TO SKY』 (早見沙織) TVアニメ『TARI TARI』キャラクターソング
- TVアニメ『CODE:BREAKER』キャラクターソング(*共作／服部隆之)
  - 『Restoration to 0』 (岡本信彦)
  - 『LIE 4 TRUTH』 (鈴村健一)

2013
- 『ブッ運命られた命運だ…勇者が俺の〜残忍な刃の深紅い涙〜』 (鈴村健一) TVアニメ『戦勇。』キャラクターソング
- 『未来の模様』 (結城アイラ) OVA『機動戦士ガンダムAGE MEMORY OF EDEN』主題歌
- 『kagami』 (ChouCho) TVアニメ『Fate/kaleid liner プリズマ☆イリヤ』挿入歌
- 『静かな夜 〜Quando voglio su una stella』 (喜多村英梨) TVアニメ『幻影ヲ駆ケル太陽』キャラクターソング
- 『儚き季節に舞う蝶よ』 (茅野愛衣) TVアニメ『犬とハサミは使いよう』キャラクターソング

2014
- TVアニメ『ウィッチクラフトワークス』キャラクターソング
  - 『兄とルンルン♪ 〜Sister’s Love〜』 (茅野愛衣/小林裕介)
  - 『風の想い出 〜La Mémoire Perdue〜』 (瀬戸麻沙美)
  - 『MimiLove-Maximum 〜獣耳な魔女〜』 (KMM団)

2021
- 『The End of LIGHT』（カルミラ(CV.上坂すみれ)、ダーゴン(CV.真木駿一)、ヒュドラム(CV.高橋良輔)）
  - 特撮テレビドラマ『ウルトラマントリガー NEW GENERATION TIGA』キャラクターソング

## ディスコグラフィー

### アルバム
- TVアニメ『イノセント・ヴィーナス』INNOCENT VENUS OST（2006年10月25日）
- OVA『KITE LIBERATOR』KITE LIBERATOR OST（2008年4月16日）
- TVアニメ
  - 『黒神 The Animation』OST Vol.1（2009年3月25日）
  - 『黒神 The Animation』OST Vol.2（2009年7月15日）
  - 『咎狗の血』OST（2011年1月12日）
- 映画『SHORT PEACE』SHORT PEACE OST (『武器よさらば』担当)（2013年7月20日）
- Webアニメ『OBSOLETE』OST（2019年12月3日）